# Lijst van rijksmonumenten in Maasdam
De plaats Maasdam telt 8 inschrijvingen in het rijksmonumentenregister. Hieronder een overzicht.
| Object                                                      | Oorspronkelijke functie?  | Bouwjaar          | Architect | Locatie               | Coördinaten?                  | Nr.?   | Afbeelding                                                  |
| ----------------------------------------------------------- | ------------------------- | ----------------- | --------- | --------------------- | ----------------------------- | ------ | ----------------------------------------------------------- |
| De Hoop                                                     | Industrie- en poldermolen | 1822              |           | Gatsedijk 4A          | 51° 46' 56" NB, 4° 33' 12" OL | 26541  | Meer afbeeldingen                                           |
| Hoeve "Bouw en Veelust"                                     | Boerderij                 | 1827 (steen)      |           | Hoeksedijk 58         | 51° 47' 28" NB, 4° 33' 42" OL | 26542  | Meer afbeeldingen                                           |
| Pastorie: huis met verdieping en schilddak                  | Kerkelijke dienstwoning   | 1811              |           | Raadhuisstraat 39     | 51° 47' 16" NB, 4° 33' 10" OL | 26544  | Meer afbeeldingen                                           |
| Terrein waarin overblijfselen van het kasteel Duyvesteyn    | Archeologisch monument    | Late Middeleeuwen |           | Kromme Elleboog       | 51° 47' 15" NB, 4° 34' 11" OL | 45731  | Upload foto                                                 |
| Kromme Elleboog 1: boerderij met woonhuis en Vlaamse schuur | Boerderij                 | 1912              |           | Kromme Elleboog 1     | 51° 47' 22" NB, 4° 34' 9" OL  | 525079 | Kromme Elleboog 1: boerderij met woonhuis en Vlaamse schuur |
| Kromme Elleboog 1: bakhuis                                  | Boerderij                 | 1800-1850         |           | Kromme Elleboog bij 1 | 51° 47' 22" NB, 4° 34' 9" OL  | 525080 | Upload foto                                                 |
| Kromme Elleboog 1: wagenschuur                              | Boerderij                 | 1912              |           | Kromme Elleboog bij 1 | 51° 47' 22" NB, 4° 34' 9" OL  | 525081 | Upload foto                                                 |
| Kromme Elleboog 1: schuur                                   | Boerderij                 | 1912              |           | Kromme Elleboog bij 1 | 51° 47' 22" NB, 4° 34' 9" OL  | 525082 | Upload foto                                                 |